# Vous êtes sérieuxe ?
 (avril 2022).
La mise en forme du texte ne suit pas les recommandations de Wikipédia : il faut le « wikifier ».
Les points d'amélioration suivants sont les cas les plus fréquents. Le détail des points à revoir est peut-être précisé sur la page de discussion.
- Les titres sont pré-formatés par le logiciel. Ils ne sont ni en capitales, ni en gras.
- Le texte ne doit pas être écrit en capitales (les noms de famille non plus), ni en gras, ni en italique, ni en « petit »…
- Le gras n'est utilisé que pour surligner le titre de l'article dans l'introduction, une seule fois.
- L'italique est rarement utilisé : mots en langue étrangère, titres d'œuvres, noms de bateaux, etc.
- Les citations ne sont pas en italique mais en corps de texte normal. Elles sont entourées par des guillemets français : « et ».
- Les listes à puces sont à éviter, des paragraphes rédigés étant largement préférés. Les tableaux sont à réserver à la présentation de données structurées (résultats, etc.).
- Les appels de note de bas de page (petits chiffres en exposant, introduits par l'outil «  Source ») sont à placer entre la fin de phrase et le point final[comme ça].
- Les liens internes (vers d'autres articles de Wikipédia) sont à choisir avec parcimonie. Créez des liens vers des articles approfondissant le sujet. Les termes génériques sans rapport avec le sujet sont à éviter, ainsi que les répétitions de liens vers un même terme.
- Les liens externes sont à placer uniquement dans une section « Liens externes », à la fin de l'article. Ces liens sont à choisir avec parcimonie suivant les règles définies. Si un lien sert de source à l'article, son insertion dans le texte est à faire par les notes de bas de page.
- La présentation des références doit suivre les conventions bibliographiques. Il est recommandé d'utiliser les modèles {{Ouvrage}}, {{Chapitre}}, {{Article}}, {{Lien web}} et/ou {{Bibliographie}}. Le mode d'édition visuel peut mettre en forme automatiquement les références.
- Insérer une infobox (cadre d'informations à droite) n'est pas obligatoire pour parachever la mise en page.

Pour une aide détaillée, merci de consulter Aide:Wikification.
Si vous pensez que ces points ont été résolus, vous pouvez retirer ce bandeau et améliorer la mise en forme d'un autre article.
Vous êtes sérieuxe ? est le septième épisode de la vingt-deuxième saison de la série télévisée d'animation américaine South Park. Le 294e épisode global de la série, il a été diffusé sur Comedy Central aux États-Unis le 14 novembre 2018.
L'épisode est la deuxième partie d'une histoire en deux épisodes dans laquelle l'ancien vice-président américain Al Gore est enrôlé par les personnages principaux en réponse à un déchaînement par un être démoniaque appelé Homoursporc. C'est une parodie du déni du changement climatique.

## Synopsis
Dans la continuité de l'épisode précédent, le monstre démoniaque Homoursporc (une créature référencée pour la première fois dans l'épisode du même nom) continue son déchaînement à travers la ville de South Park, assassinant brutalement et consommant des citoyens en plein jour. Stan Marsh et ses amis Kyle Broflovski, Eric Cartman et Kenny McCormick sont en prison, après avoir été arrêtés par le sergent Yates, qui pense que les récents meurtres sont le résultat de fusillades dans des écoles perpétrées par les quatre garçons. Exploitant l'obsession de leur garde pour le jeu vidéo Red Dead Redemption 2 (un passe-temps populaire parmi les citadins qui sert de référence récurrente tout au long de l'histoire en deux épisodes), Stan et ses amis s'échappent de prison. Lorsque Stan apprend que son grand-père, Grampa Marsh, parle de l'Homoursporc depuis que Randy a 14 ans, Stan le confronte. Grampa Marsh révèle que quand lui et ses amis étaient jeunes et idiots, et que South Park était une petite ville, ils ont conclu un accord avec l'Homoursporc pour des choses luxueuses comme des voitures chères et des glaces de boutique haut de gamme, sans penser à l'avenir, ou à ce que cela pourrait signifier pour leurs petits-enfants.
Le sergent Yates continue de nier l'existence de l'Homoursporc, insistant sur le fait que les crimes horribles sont le résultat de fusillades dans des écoles. Stan et ses amis se retrouvent dans les bois avec leurs alliés, l'ancien vice-président américain Al Gore et Satan, que le groupe a convoqué dans l'épisode précédent, pour les informer de l'origine de l'Homoursporc. Après avoir affronté l'autoglorification continue de Gore, hautain et satisfait de lui-même, Cartman convainc Satan qu'il est temps qu'il fasse quelque chose pour les habitants de South Park, qui ont récemment fait beaucoup de son travail pour lui. Satan affronte l'Homoursporc dans une bagarre furieusement violente au milieu de la ville, mais est mortellement battu et monte au ciel comme un ange.
Papy Marsh se réfugie avec Stan et ses amis à l'école élémentaire de South Park, où ils sont à nouveau encerclés par la police. Cependant, le sergent Yates apparaît et admet qu'il a été un imbécile en niant l'existence de l'Homoursporc, et ne s'en est pas rendu compte jusqu'à ce qu'il ait vu l'effet que son entêtement avait sur son mariage. Yates pense qu'il n'est jamais trop tard pour faire ce qu'il faut et demande à Stan et à ses amis s'ils savent ce que c'est. Stan dit que oui et mettra fin à l'accord une fois pour toutes. Lui et ses amis reçoivent une procuration pour représenter la ville et entament des négociations avec l'Homoursporc et son avocat pour annuler leur accord antérieur. L'Homoursporc accepte de quitter la ville et de ne jamais revenir en échange d'une compensation, y compris l'accord de la ville d'abandonner la sauce soja et Red Dead Redemption 2, mais la réticence de la ville à le faire conduit à la poursuite des négociations et à des demandes accrues de l'Homoursporc.

## Accueil
Jesse Schedeen d'IGN a noté l'épisode à 8,3 sur 10 et a résumé dans sa critique : « La seconde moitié de l'épopée en deux parties de la saison 22 manque définitivement de la nouveauté de la première. C'est à prévoir étant donné à quel point cet épisode s'appuie sur le même matériel de l'Homoursporc et de Red Dead Redemption. Pourtant, il parvient à aggraver ce conflit de manière amusante tout en martelant davantage la métaphore du changement climatique."
John Hugor de l'AV Club a attribué à l'épisode une note B et a commenté dans sa critique : "Cela rappelait un peu des épisodes comme Le plus Gros Connard de l'univers où la volonté du public d'ignorer complètement les vérités évidentes exposées devant eux afin de continuer à croire que ce qu'ils veulent croire est joué pour rire. Alors que la politique de South Park a évolué au fil des ans, l'une de ses croyances les plus fermement ancrées est que les gens sont des idiots, et cela a été pleinement exposé dans "Vous êtes sérieuxe ?". " 
Lors du tournage de son apparition dans The Daily Show, Al Gore a été interrogé sur la façon dont South Park l'avait dépeint lui et l'Homoursporc dans les deux épisodes, et a répondu : "Je pensais que c'était une sacrée déclaration de South Park, et je l'ai appréciée. beaucoup." 